# ChemCatChem
ChemCatChem est une revue scientifique mensuelle à comité de lecture détenue par la ChemPubSoc Europe, une organisation réunissant seize sociétés européennes de chimie. Elle publie des articles concernant la catalyse. 
D'après le Journal Citation Reports, le facteur d'impact de ce journal était de 4,556 en 2014. Les directeurs de publication sont Bert Weckhuysen (Université d'Utrecht, Pays-Bas), Uwe Bornscheuer (Université de Greifswald, Allemagne) et Luis A. Oro (Université de Saragosse, Espagne).